# Мацумае Йосіхіро
Мацумае Йосіхіро (4 жовтня 1548 — 20 листопада 1616) — 1-й даймьо Мацумае-хана в 1604—1616 роках.

## Життєпис
Походив з самурайського роду Какідзакі. Третій син даймьо Какідзакі Суехіро. народився 1548 року. Про молоді роки відсутні відомості. 1583 року після зречення батька стає володарем родинних земель на півдні Хоккайдо. Того ж року розпочав перемовини з Тойотомі Хідейосі, фактичного правителя Японії, щодо визнання свого статуса даймьо. Водночас продовжив політику батька щодо збереження миру з айнами й посиленням колонізації острова японцями.
1587 року Какідзакі Йосіхіро визнав зверхність Тойотомі Хідейосі. Став здійснювати регулярні поїздки до Осаки, резиденції Тойтомі. 1590 року отримав від останнього права на Едзо (Хокайдо), Тісіму (південні Куріли), Карафуто (Сахалін) з титулом сіма-но-камі. У 1591 році Какідзакі допоміг Хідейосі, придушивши заколот під керівництвом ОҐасавара Масадзане в князівстві Намбу. При цьому він використовував загони айнів (відповідно до домовленостей 1550 року).
1593 року Тойотомі Хідейосі надав Йосіхіро право на стягування мит з усіх суден, що заходили в гавані острова. У 1599 році під час свого перебування в Осаці Какідзакі Йосіхіро отримав право взяти як прізвище назву головного поселення в своїх володіннях — Мацумае.
У 1600 році під час протистояння Токугава Іеся з Тойотомі Хідейорі підтримав першого. В подальшому Мацумае Йосіхіро був на боці сьогунату Токугава. У 1604 році сьогун Токугава Іеясу своїм указом підтвердив грамоту 1590 року Тойтомі Хідейосі: Мацумае Йосіхіро і його родом закріплювалися права на володіння островом Едзо, Тісімою, Карафуто. Проте фактично за часів Йосіхіро та його найближчих нащадків Мацумае-хан обмежувався південним Хоккайдо.
Під владу роду Мацумае перейшли не лише всі японські самурайські родини, які проживали на південному краю острова, а й корінне айнське населення, яке здобуло право на вільне переміщення Хоккайдо і Хонсю (в той же час переміщення японців Едзо суворо регламентувалося). Було встановлено монополію роду Мацумае на торгівлю з айнами. Цей рік вважається часом утворення володіння Мацумае-хана.
У 1606 році Мацумае Йосіхіро побудував фортецю Мацумае, яка стала його резиденцією. За своїм статусом даймьо Мацумае не мали права на зведення власного замку. Тому офіційно замок мав назву «фортецю Фукуяма». Поступово завдяки Йосіхіро вона перетворилася на важливий торгівельний центр. Сюди щороку з Хонсю прибувало 300 суден. В свою чергу айни для торгівлі привозили різні шкури (боброві, оленячі, ведмежі), рибу, китайський шовк, соколів, журавлів. Японські рибалки, опинившись на положенні селян, виплачували податки оселедцем, морською капустою і іншими морськими продуктами. Даймьо також сприяв експорту лісу, що стало давати чималий зиск.
Помер у листопаді 1616 роки. Мацумае-хан успадкував його онук Мацумае Кінхіро.